# Tekovské Nemce
Tekovské Nemce es un municipio del distrito de Zlaté Moravce en la región de Nitra, Eslovaquia, con una población estimada a final del año 2024 de 1029 habitantes.
Se encuentra ubicado al noreste de la región, a unos 120 km al este de Bratislava, cerca de la frontera con las regiones de Banská Bystrica y Trenčín.

## Demografía
| Año        | 1994 | 2004 | 2014    | 2024    |
| ---------- | ---- | ---- | ------- | ------- |
| Población  | 1067 | 1067 | 1071    | 1029    |
| Diferencia |      | +0 % | +0,37 % | −3,92 % |

| Año        | 2023 | 2024    |
| ---------- | ---- | ------- |
| Población  | 1039 | 1029    |
| Diferencia |      | −0,96 % |